# Hoofdklasse (mannenhandbal) 1964/65
De Hoofdklasse was de hoogste afdeling van het Nederlandse handbal bij de heren op landelijk niveau. In het seizoen 1964/1965 werd Operatie '55 landskampioen.

## Hoofdklasse A

### Teams
| Ploeg             | Plaats    | Provincie     |
| ----------------- | --------- | ------------- |
| Aalsmeer          | Aalsmeer  | Noord-Holland |
| ESCA              | Arnhem    | Gelderland    |
| Niloc             | Amsterdam | Noord-Holland |
| AHC '31           | Amsterdam | Noord-Holland |
| Olympia Groningen | Groningen | Groningen     |
| Olympia Hengelo   | Hengelo   | Overijssel    |

### Stand
| Pos | Club              | Wed | Ptn | Opmerking                                |
| --- | ----------------- | --- | --- | ---------------------------------------- |
| 1   | Niloc             | 10  | 17  | Beslissingswedstrijd Landskampioenschap  |
| 2   | ESCA              | 10  | 13  | Komend seizoen in vernieuwde hoofdklasse |
| 3   | Olympia Hengelo   | 10  | 11  | Komend seizoen in vernieuwde hoofdklasse |
| 4   | Aalsmeer          | 10  | 9   | Degradatie naar de Overgangsklasse       |
| 6   | AHC '31           | 10  | 8   | Degradatie naar de Overgangsklasse       |
| 5   | Olympia Groningen | 10  | 2   | Degradatie naar de Overgangsklasse       |

## Hoofdklasse B

### Teams
| Ploeg           | Plaats     | Provincie     |
| --------------- | ---------- | ------------- |
| Dynamo          | Ursem      | Noord-Holland |
| EMM             | Middelburg | Zeeland       |
| Stratum-Meteoor | Eindhoven  | Noord-Brabant |
| Operatie '55    | Den Haag   | Zuid-Holland  |
| Quintus         | Kwintsheul | Zuid-Holland  |
| Sittardia       | Sittard    | Limburg       |

### Stand
| Pos | Club            | Wed | W | G | V | Ptn | DV  | DT  | +/− | Opmerking                                |
| --- | --------------- | --- | - | - | - | --- | --- | --- | --- | ---------------------------------------- |
| 1   | Operatie '55    | 10  | 9 | 1 | 0 | 19  | 141 | 101 | +40 | Beslissingswedstrijd Landskampioenschap  |
| 2   | Sittardia       | 10  | 5 | 1 | 4 | 11  | 142 | 129 | +13 | Komend seizoen in vernieuwde hoofdklasse |
| 3   | Stratum-Meteoor | 10  | 4 | 1 | 5 | 9   | 138 | 138 | 0   | Komend seizoen in vernieuwde hoofdklasse |
| 4   | Dynamo          | 10  | 3 | 2 | 5 | 8   | 113 | 116 | -3  | Degradatie naar de Overgangsklasse       |
| 5   | Quintus         | 10  | 3 | 1 | 6 | 7   | 101 | 137 | -36 | Degradatie naar de Overgangsklasse       |
| 6   | EMM             | 10  | 3 | 0 | 7 | 6   | 132 | 143 | -20 | Degradatie naar de Overgangsklasse       |

## Beslissingswedstrijden
| 8 maart 1965 | Operatie '55 | 11 – 10 | Niloc | Houtrusthallen, Den Haag |
| 8 maart 1965 |              |         |       | Houtrusthallen, Den Haag |
| 8 maart 1965 |              |         |       | Houtrusthallen, Den Haag |

| 13 maart 1965 | Niloc | 13 – 12 | Operatie '55 | Amsterdam |
| 13 maart 1965 |       |         |              | Amsterdam |
| 13 maart 1965 |       |         |              | Amsterdam |

Extra wedstrijd door gelijke stand in de algemene stand.
| 22 maart 1965 | Operatie '55 | 12 – 8 | Niloc | Amersfoort |
| 22 maart 1965 |              |        |       | Amersfoort |
| 22 maart 1965 |              |        |       | Amersfoort |

|                       |
| Operatie '55 4e titel |

Nederlands kampioen zaalhandbal:
1954 · 1955 · 1956 · 1957  · 1958 · 1959 · 1960 · 1961 · 1962
Hoofdklasse:
1962/63 ·1963/64 · 1964/65 · 1965/66 · 1966/67 · 1967/68 · 1968/69 · 1969/70 · 1970/71 · 1971/72 · 1972/73 · 1973/74 · 1974/75 · 1975/76 · 1976/77
Eredivisie:
1977/78 · 1978/79 · 1979/80 · 1980/81 · 1981/82 · 1982/83 · 1983/84 · 1984/85 · 1985/86 · 1986/87 · 1987/88 · 1988/89 · 1989/90 · 1990/91 · 1991/92 · 1992/93 · 1993/94 · 1994/95 · 1995/96 · 1996/97 · 1997/98 · 1998/99 · 1999/00 · 2000/01 · 2001/02 · 2002/03 · 2003/04 · 2004/05 · 2005/06 · 2006/07 · 2007/08 · 2008/09 · 2009/10 · 2010/11 · 2011/12 · 2012/13 · 2013/14 · 2014/15 · 2015/16 · 2016/17 · 2017/18 · 2018/19 · 2019/20 · 2020/21 · 2021/22 · 2022/23 · 2023/24
Next Handball League
2024/25
Kampioenspoule / HandbalNL League (nacompetitie Super Handball League ):
2015 · 2016 · 2017 · 2018 · 2019 · 2020 · 2021 · 2022 · 2023 · 2024 · 2025